# Bis (symbol)
Bis (dwa razy) – znak  ″  (U+2033), stosowany w matematyce, fizyce i chemii oraz jako symbol metryczny. 
Znak bis jest często mylony z cudzysłowem, cudzysłowem zastępczym (pseudocudzysłowem) i innymi podobnymi znakami.

## Znak bis w unikodzie
| Znak | Unicode | Kod HTML                        | Nazwa unikodowa              | Nazwa polska           | Zastosowanie                         |
| ---- | ------- | ------------------------------- | ---------------------------- | ---------------------- | ------------------------------------ |
| ″    | U+2033  | &Prime; lub &#x203; lub &#8243; | DOUBLE PRIME                 | bis                    | matematyka, fizyka, chemia, technika |
| ʺ    | U+02BA  | &#x02BA; lub &#698;             | MODIFIER LETTER DOUBLE PRIME | bis modyfikator litery | fonetyka i transliteracja            |

## Zastosowanie znaku bis

### Chemia
W nazwach związków organicznych stosowany jest dla odróżnienia lokantów o tym samym numerze – na przykład 2,2′,2″-nitrylotri(etan-1-ol).

### Matematyka
W matematyce znak bis najczęściej wyróżnia obiekty lub zmienne z grupy elementów powiązanych z sobą (na przykład poddane przekształceniom w stosunku do obiektu pierwotnego lub obiektu oznaczonego znakiem prim).
W analizie matematycznej bis stosuje się do oznaczania drugiej pochodnej.

### Jednostki miary
Stosowany jako symbol cala i sekundy kątowej

### Transliteracja
W transliteracji cyrylicy na łacinkę bis modyfikator litery stosuje się na oznaczenie znaku twardego (Ъ ъ).

## Znaki powiązane
| Znak | Unicode | Kod HTML                             | Nazwa unikodowa              | Nazwa polska                |
| ---- | ------- | ------------------------------------ | ---------------------------- | --------------------------- |
| ′    | U+2032  | &prime; lub &#x2032; lub &#8242;     | PRIME                        | prim                        |
| ″    | U+2033  | &Prime; lub &#x2033; lub &#8243;     | DOUBLE PRIME                 | bis (łac. ‘dwa razy’)       |
| ‴    | U+2034  | &tprime; lub &#x2034; lub &#8244;    | TRIPLE PRIME                 | ter (łac. ‘trzy razy’)      |
| ⁗    | U+2057  | &qprime; lub &#x2057; lub &#8279;    | QUADRUPLE PRIME              | quater (łac. ‘cztery razy’) |
| ‵    | U+2035  | &backprime; lub &#x2035; lub &#8245; | REVERSED PRIME               |                             |
| ‶    | U+2036  | &#x2036; lub &#8246;                 | REVERSED DOUBLE PRIME        |                             |
| ‷    | U+2037  | &#x2037; lub &#8247;                 | REVERSED TRIPLE PRIME        |                             |
| ʹ    | U+02B9  | &#x02B9; lub &#697;                  | MODIFIER LETTER PRIME        | prim modyfikator litery     |
| ʺ    | U+02BA  | &#x02BA; lub &#698;                  | MODIFIER LETTER DOUBLE PRIME | bis modyfikator litery      |

### Zastosowanie pozostałych znaków
Pierwszy z zestawu tych znaków, czyli prim, stosowany jest do oznaczania stopy oraz minuty i minuty kątowej. W transliteracji cyrylicy na łacinkę prim modyfikator litery stosuje się na oznaczenie znaku miękkiego (Ь ь).
W matematyce znaki prim, bis, ter i quater [wym. kfater] najczęściej oznaczają kolejne elementy grupy obiektów z sobą powiązanych. 